# Cossogno
Cossogno är en ort och kommun i provinsen Verbano Cusio Ossola i regionen Piemonte i Italien. Kommunen hade 679 invånare (2018).